# Summer wine
Summer wine - interpretată in 1966 de Nancy Sinatra și Lee Hazlewood (compozitorul acesteia) - piesa a devenit repede un hit, discul celor doi înregistrând un milion de exemplare vândute. De-a lungul timpului au apărut numeroase variante ale melodiei, fiind interpretată de Demis Roussos, Petula Clark și Evan Dando alături de Sabrina Broke, Natalia Avelon și Vile Vallo pentru soundtrackul filmului german Das Wild Leben. În 2000 Scooter a inclus-o pe discul «Sheffield», iar în anul 2002 Bono de la U2 a cântat-o alături de The Corrs.